# Мокеиха (Ивановская область)
Моке́иха — деревня в Палехском районе Ивановской области. Входит в Раменское сельское поселение.

## География
Находится на западе Палехского района, в 7,7 км к северо-западу от Палеха (8,5 км по дорогам), рядом с автодорогой Р152 (участок Шуя — Палех).

## История
Деревня Мокеиха Вязниковского уезда упоминается в книге Списки населенных мест Владимирской губернии по сведениям 1859 году в 1863 году.

## Население
| 1859 | 1905 | 2010 |
| ---- | ---- | ---- |
| 93   | ↘92  | ↘1   |